# ديفيد نيلسون (موسيقي)
ديفيد نيلسون (بالإنجليزية: David Nelson)‏ هو موسيقي وعازف قيثارة أمريكي، ولد في 12 يونيو 1943 في سياتل في الولايات المتحدة.
نال نيلسون شهرته كونه أحد الأعضاء المؤسسين لفرقة New riders of the purple sage، بعدما كان عازف قيتارة رئيسي مع فرقة The new riders منذ نهاية الستينات إلى غاية بداية الثمانينات، إلى أن ترك الفرقة بحثا عن فرص موسيقية أخرى بما في ذلك العضوية في فرقة the jerry garcia acoustic band، و القيام بجولات موسيقية مع Al rapone  و Zydeco express، و خلال منتصف التسعينات، قام نيلسون بإنشاء فرقته الخاصة David nelson band.

## وصلات خارجية
- ديفيد نيلسون على موقع ميوزك برينز (الإنجليزية)
- ديفيد نيلسون على موقع ديسكوغز (الإنجليزية)